# ناحیه لال‌منیرهات
ناحیهٔ لال‌مُنیرهات (به لاتین: Lalmonirhat District) یک ناحیه در بنگلادش است که در استان رنگ‌پور واقع شده‌است.

## خصوصیات
ناحیه لال‌منیرهات ۱٬۲۴۷٫۳۷ کیلومترمربع مساحت و ۱٬۲۵۶٬۰۹۹ نفر جمعیت دارد.